# Nelly Korda
Nelly Korda (Bradenton (Florida), Estados Unidos, 28 de julio de 1998) es una golfista olímpica estadounidense que consiguió la medalla de oro en los Juegos Olímpicos de Tokio 2020.
En junio de ese mismo año, 2021, también ganó su primer major (KPMG), siendo la primera deportista en ganar el oro olímpico y un major en el mismo año.
A fecha de agosto de 2021 es la número 1 del ranking femenino, desde junio de 2021.

## Palmarés olímpico
| Juegos Olímpicos | Juegos Olímpicos | Juegos Olímpicos | Juegos Olímpicos |
| Año              | Lugar            | Medalla          |                  |
| ---------------- | ---------------- | ---------------- | ---------------- |
| 2021             | Tokio ( Japón)   | Medalla de oro   |                  |